# Вінченцо Дзаппала
Вінченцо Дзаппала (нар. 1945) — італійський астроном і відкривач кількох астероїдів головного поясу.
Центр малих планет приписує йому відкриття 9 малих планет. Усі свої відкриття він зробив у чилійській обсерваторії Ла-Сілья у 1984 році, за винятком 17357 Лукатальяно, яку він відкрив в обсерваторії Маунт-Стромло у 1978 році. Він також тривалий час працював астрономом в Туринській обсерваторії в Піно-Торинезе. 

## Нагороди та відзнаки
На його честь названо астероїд головного поясу 2813 Дзаппала, відкритий американським астрономом Едвардом Бовеллом на американській станції Андерсон-Меса в 1981 році. 

## Список відкритих малих планет
- 4478 Бланко, 23 квітня 1984 року
- 5802 Кастельдельп'яно, 27 квітня 1984 року
- 6289 Ланузеї, 28 квітня 1984 року
- 7459 Джілбертофранко, 28 квітня 1984 року
- 9009 Тірсо, 23 квітня 1984 року
- 9010 Кандело, 27 квітня 1984 року
- 10038 Танаро, 28 квітня 1984 року
- 11476 Стефаносимоні, 23 квітня 1984 року
- 17357 Лукатальяно, 23 серпня 1978 року